# James Wood-Mason
James Wood-Mason (diciembre de 1846 - 6 de mayo de 1893) fue un zoólogo escocés, director del Museo de la India en Calcuta, tomando el lugar de John Anderson. Recolectó animales marinos y lepidópteros, pero es principalmente conocido por su trabajo en otros dos grupos de insectos, fásmidos (insectos palo) y mantis (mantis religiosas).
El género Woodmasonia Brunner, 1907, y al menos diez especies de pásmidos, fueron nombrados en su honor.

## Vida y carrera
Wood-Mason nació en Gloucestershire, Inglaterra, donde su padre era médico. Fue educado en la escuela Charterhouse y la Universidad de Oxford. Se fue a la India en 1869 para trabajar en el Museo de la India, en Calcuta, la cual en 2008 todavía albergaba su colección de insectos.
En 1872 se embarcó hacia las islas Andamán, para estudiar no sólo animales marinos, sino también recolectar y posteriormente describir dos nuevos pásmidos, hispidulus y Bacillus Westwoodii.

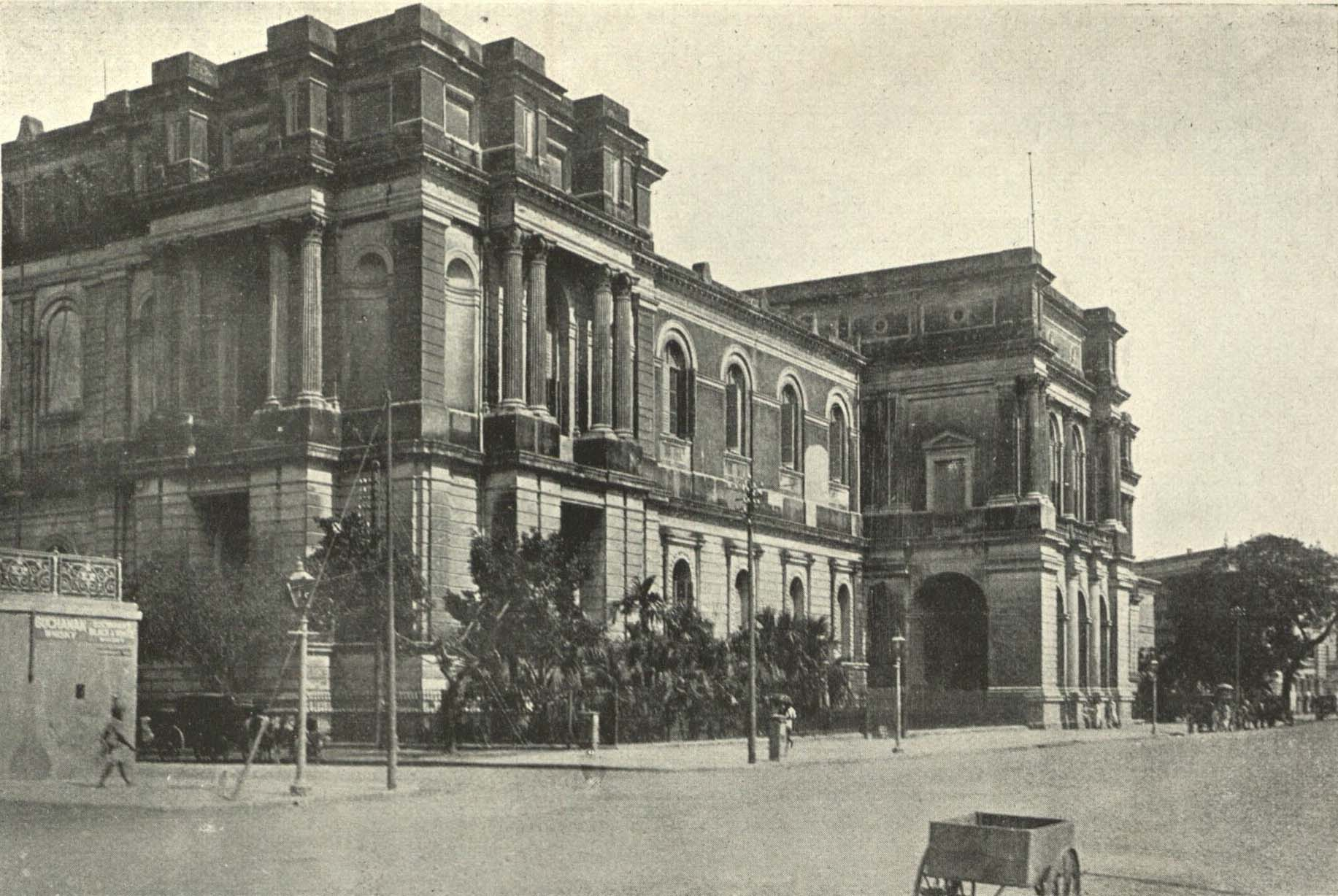
Museo de la India en Calcuta, donde Wood-Mason fue superintendente en 1887

Wood-Mason describió 24 nuevas especies de pásmidos, en su mayoría del sur de Asia, también algunas de Australia, New Britain, Madagascar, la península malaya y Fiyi. El nombramiento del Cotylosoma dipneusticum (Wood-Mason, 1878) es particularmente curioso porque nunca describe formalmente a la especie, que fue erróneamente imaginada como semi-acuática, sino que la describió con lo que fue probablemente la medición menos precisa jamás utilizada para un fásmido a saber, "entre tres y cuatro pulgadas de largo", y señaló su ubicación en Borneo, cuando en realidad se encontraba en Fiyi.
En 1887 fue nombrado superintendente del Museo de la India. También en 1887, fue nombrado vicepresidente de la Sociedad Asiática de Bengala.
En 1888 se embarcó en el barco de vapor para investigación HMS, para trabajar y más adelante descubrir nuevas especies de crustáceos.
Desde hacía varios años que sufría de la enfermedad de Bright. El 5 de abril de 1893, no siendo capaz de seguir trabajando, dejó la India para volver a Inglaterra, pero murió en el mar el 6 de mayo de 1893.

## Dibujo de la mantis flor

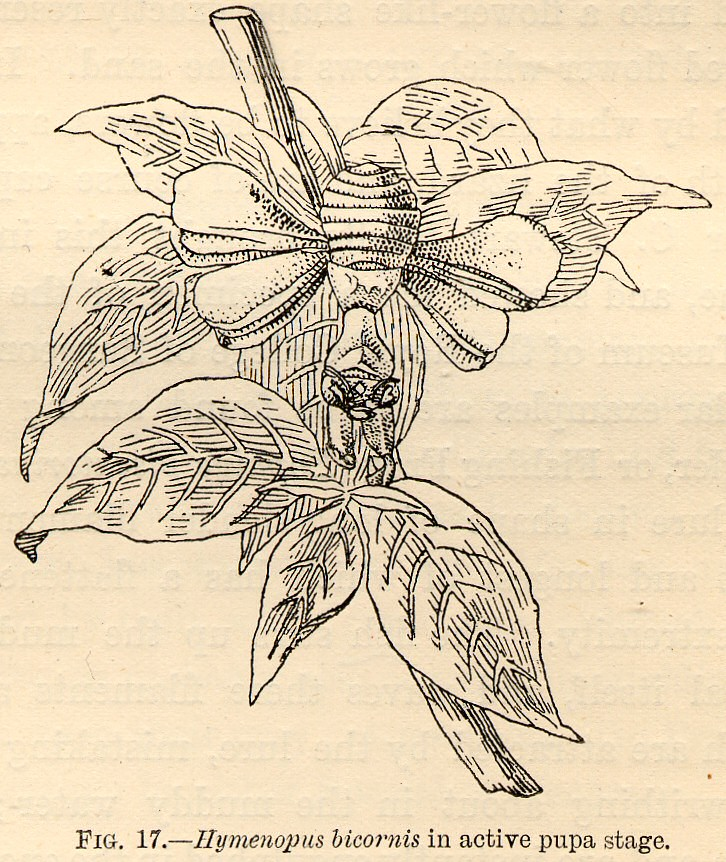
Dibujo de pupa de la mantis flor Hymenopus coronatus por James Wood-Mason

Wood-Mason dio el dibujo de la mantis flor a Alfred Russel Wallace, quien escribió en su libro de 1889 darwinismo:

Un hermoso dibujo de este raro insecto, Hymenopus bicornis (en el estado de ninfa o pupa activo), me fue enviado amablemente por el Sr. Wood-Mason, conservador del Museo de la India en Calcuta.

Una especie muy similar a ella, habita en Java, donde se dice que se asemeja a una orquídea de color rosa. Otros Mantidae, del género gongylodes, tiene la parte anterior del tórax dilatado y de color bien blanco, rosa o púrpura, y así se parecen mucho a las flores que, de acuerdo con el Sr. Wood-Mason, tienen un color violeta brillante, fue encontrado en Pegu por un botánico, y fue confundida por un momento con una flor. Véase Proc. Ent. Soc. Lond., 1878, p. liii.
—Alfred Russel Wallace
Wallace envió el dibujo a Edward Bagnall Poulton, el cual lo publicó en 1890 en su libro Los colores de los animales.

## Reconocimientos
Wood-Mason era miembro de la Sociedad Entomológica Real. En 1888 se volvió miembro de la Universidad de Calcuta Más de 10 animales marinos tienen el epónimo woodmasoni en su honor, entre ellos varios descritos por Arthur Alcock: Heterocarpus woodmasoni, Coryphaenoides woodmasoni, Thalamita woodmasoni y Rectopalicus woodmasoni.

## Publicaciones
Lista de los insectos lepidópteros recogidos en Cachar por el Sr. Wood-Mason, por J. Wood-Mason y Lionel de Niceville. Baptist Mission Press, Calcuta, 1887. (53 p, 4 hojas de láminas: il. (una columna)...) Tomado de la Revista de la Sociedad Asiática de Bengala, 55 pt.2 no.4 (1886).